# Zasłonak grabowy
Zasłonak grabowy (Cortinarius olivaceofuscus Kühner) – gatunek grzybów należący do rodziny zasłonakowatych (Cortinariaceae).

## Systematyka i nazewnictwo
Pozycja w klasyfikacji według Index Fungorum: Cortinarius, Cortinariaceae, Agaricales, Agaricomycetidae, Agaricomycetes, Agaricomycotina, Basidiomycota, Fungi.
Po raz pierwszy opisał go w 1955 r. Robert Kühner. Synonimy:
- Dermocybe olivaceofusca (Kühner) Quadr. 1985
- Dermocybe olivaceofuscus (Kühner) Quadr. 1985

Polską nazwę nadał w 1975 r. Andrzej Nespiak.

## Morfologia
Kapelusz
Średnica 2–4,5 cm, stożkowaty lub wypukły z dużym i szerokim garbkiem, niehigrofaniczny i nieprążkowany. Powierzchnia oliwkowa na brzegu, ale w innych miejscach całkowicie zasłonięta przez oliwkowobrązowe, nagie, cienkie włókienka.
Blaszki
Średnio gęste, z blaszeczkami, o czysto oliwkowym kolorze, nieco kręte.
Trzon
Wysokość 3,5–5 cm, grubość 0,25–0,55 cm, cylindryczny, w górnej części czysto oliwkowy, ku nasadzie stopniowo przechodzący w ciemnobrązowy.
Miąższ
O słodkawym smaku.
Cechy mikroskopowe
Zarodniki elipsoidalne, 6,2–8 × 4–5 µm, punktowe i brodawkowate.
Gatunki podobne
Przypomina niektóre odmiany zasłonaka cynamonowego (Cortinarius cinnamomeus) od których różni się brakiem oliwkowożółtego pigmentu międzykomórkowego, charakterystycznego dla tego gatunku.

## Występowanie i siedlisko
W Polsce do 2003 r. jedyne stanowisko podał Stanisław Domański w Lasach Łochowskich w 2001 r., ale podano jego stanowiska w późniejszych latach (B. Gierczyk i inni, 2018, T. Ślusarczyk 2021). Aktualne stanowiska podaje także internetowy atlas grzybów. Znajduje się w nim na liście gatunków zagrożonych i wartych objęcia ochroną.
Naziemny grzyb mykoryzowy. Występuje w lasach liściastych, szczególnie pod bukami i grabami, rzadziej w lasach świerkowych.